# 블랑켄베르허

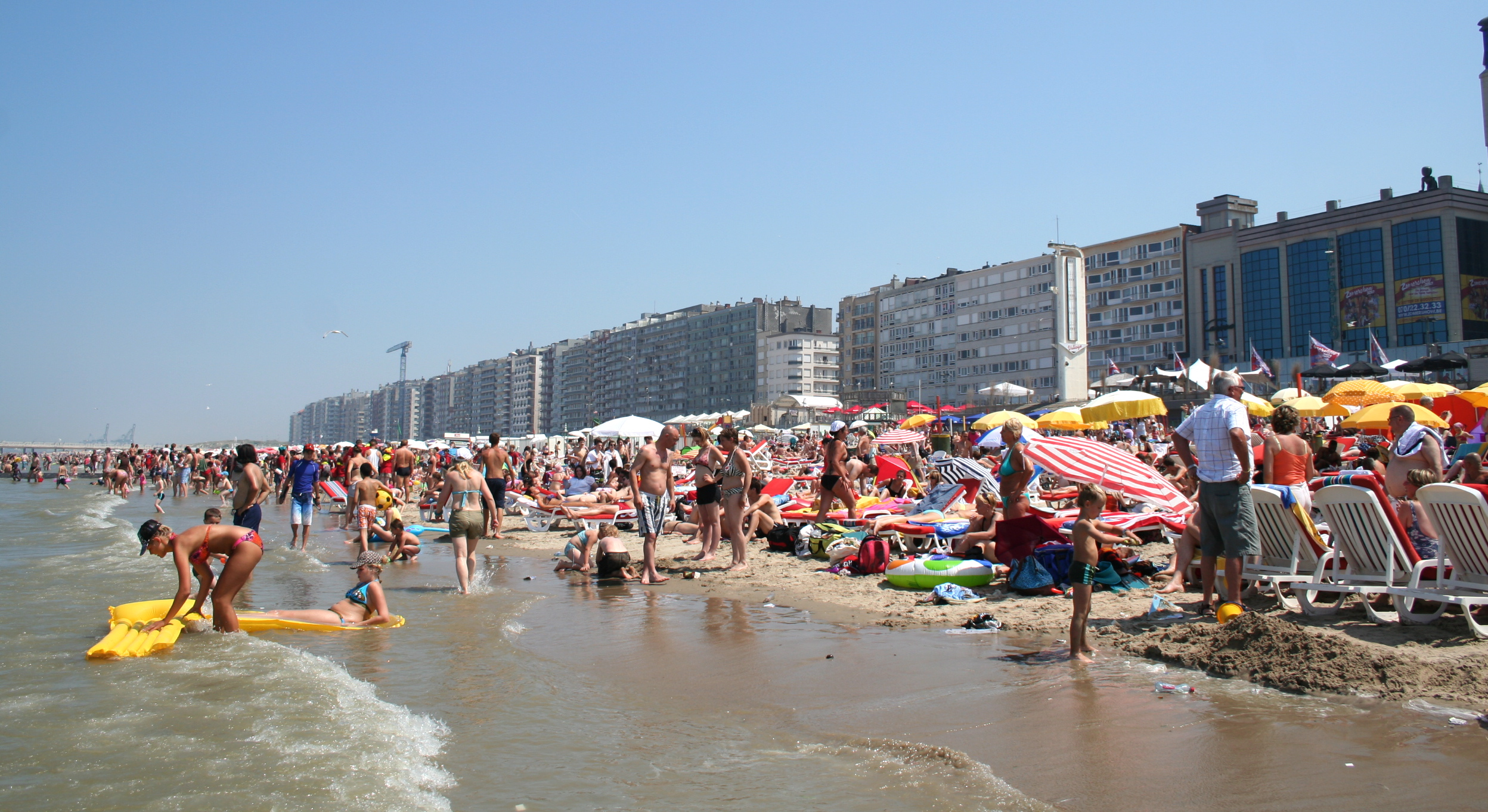
블랑켄베르허의 해변

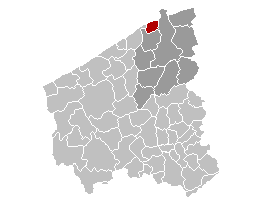
블랑켄베르허의 위치

블랑켄베르허(네덜란드어: Blankenberge)는 벨기에 플란데런 지역 베스트플란데런주에 위치한 도시로 면적은 17.41km2, 인구는 19,337명(2013년 1월 1일 기준), 인구 밀도는 1,100명/km2이다.

시기
시 문장